# ریچارد ادوارد تیلور
ریچارد ادوارد تیلور (انگلیسی: Richard Edward Taylor; متولد ۲ نوامبر ۱۹۲۹ در مدیسین هت، آلبرتا - درگذشته ۲۲ فوریه ۲۰۱۸ در استنفورد، کالیفرنیا) فیزیک‌دان و استاد بازنشسته کانادایی – آمریکایی دانشگاه استنفورد بود. که در سال ۱۹۹۰ برای پژوهشهایش در مورد پراکنش الکترون‌ها از هسته‌ها، که بیان‌کننده کوارک در نوکلئون‌ها است موفق به دریافت جایزه نوبل در فیزیک شد.